# Митро, Дьёрдь
Дьёрдь Митро (венг. Mitró György; 6 марта 1930 — 4 января 2010) — венгерский пловец, призёр Олимпийских игр, чемпион Европы.
Дьёрдь Митро родился в 1930 году в городе Ньиредьхаза. В 1947 году завоевал золотую, серебряную и бронзовую медали чемпионата Европы. В 1948 году на Олимпийских играх в Лондоне завоевал бронзовую медаль на дистанции 1500 м вольным стилем и серебряную медаль в эстафете 4×200 м вольным стилем; также он выступил на дистанции 400 м вольным стилем, но там был лишь 5-м.